# Klaas Janzoons
Klaas Janssens (1 april 1974), beter bekend onder zijn artiestennaam Klaas Janzoons, is een Belgische muzikant. Hij werd beroemd als violist en toetsenist van de groepen dEUS en A Beatband.

## Levensloop
Hij liep school in Dé Kunsthumaniora van Antwerpen en groeide op in een muzikale familie. Zo is hij de broer van Trijn (beter bekend als Lady Angelina) en Roos Janssens (van de band Traktor). Klaas Janzoons zijn volledige naam is” Klaas Jacob Janssens”
Samen met Tom Barman is hij momenteel nog het enige oorspronkelijke lid van dEUS. Hun eerste optreden vond plaats op 20 november 1989 en de groep brak door met hun debuutalbum Worst Case Scenario (1994). Hun plaat Keep You Close (2011) behaalde in België reeds na één dag goud. In 2019 tourde hij met dEUS door Europa met The Ideal Crash 20th Anniversary Tour. Hij werkte lang mee aan hun album How to replace it, dat uitkwam in het voorjaar van 2023. Dit werd gevolgd door een tournee.
Met compagnon de route Stef Kamil Carlens schreef hij onder andere muziek voor de film Sunrise (1997) en nam hij in 1993 het debuutalbum van A Beatband (het latere Moondog Jr/Zita Swoon) Jintro Travels the World in a Skirt op.
Hij speelde ook een bijrol in Auwch aan de zijde van Axel Daeseleire en Ben Segers.
Behalve muzikant is hij eigenaar van een restaurant, café en De Pekfabriek in Borgerhout, waar workshops, optredens en theatervoorstelliingen georganiseerd worden.

## Discografie
- dEUS - Zea (1993)
- A Beatband - Jintro travels the word in a skirt (1993)
- Various - Violins and happy endings
- dEUS - Worst Case Scenario (1994)
- dEUS - My Sister = My Clock (1995)
- dEUS - In A Bar, Under The Sea (1996)
- Zita Swoon – A Score. Music Inspired By Sunrise (1997)
- dEUS - Pocket Revolution (2005)
- dEUS - Vantage Point (2008)
- dEUS - Keep You Close (2011)[9][10]
- dEUS - How To Replace It (2023)